# Lethata glaucopa
Lethata glaucopa es una especie de polilla del género Lethata, orden Lepidoptera.
Fue descrita científicamente por Meyrick en 1912.

## Descripción
Su envergadura es de 38 mm.

## Distribución
Se encuentra en Colombia.